# Спасо-Преображенский собор (Зеленоградск)
Спа́со-Преображе́нский собо́р (бывш. кирха св. Адальберта) — православный храм, расположенный в городе Зеленоградске Калининградской области. Относится к Калининградской епархии Русской православной церкви. Расположен в здании бывшей лютеранской кирхи.

## Описание
Здание храма построено в неоготическом стиле по проекту архитектора Лаунира. Сооружение выполнено из красного керамического кирпича, также при строительстве был задействован фасонный кирпич. Основание здания сделано из нетёсаных валунов. С северной стороны находится башня высотой 42 метра, с трёх сторон которой расположены часы, с южной — алтарь. К северо-западу от кирхи находится дом пастора. Ранее в середине алтаря находилась картина «Христос, перешагивающий море», позже заменённая на другую — «Христос, поддерживающий падающего Петра».

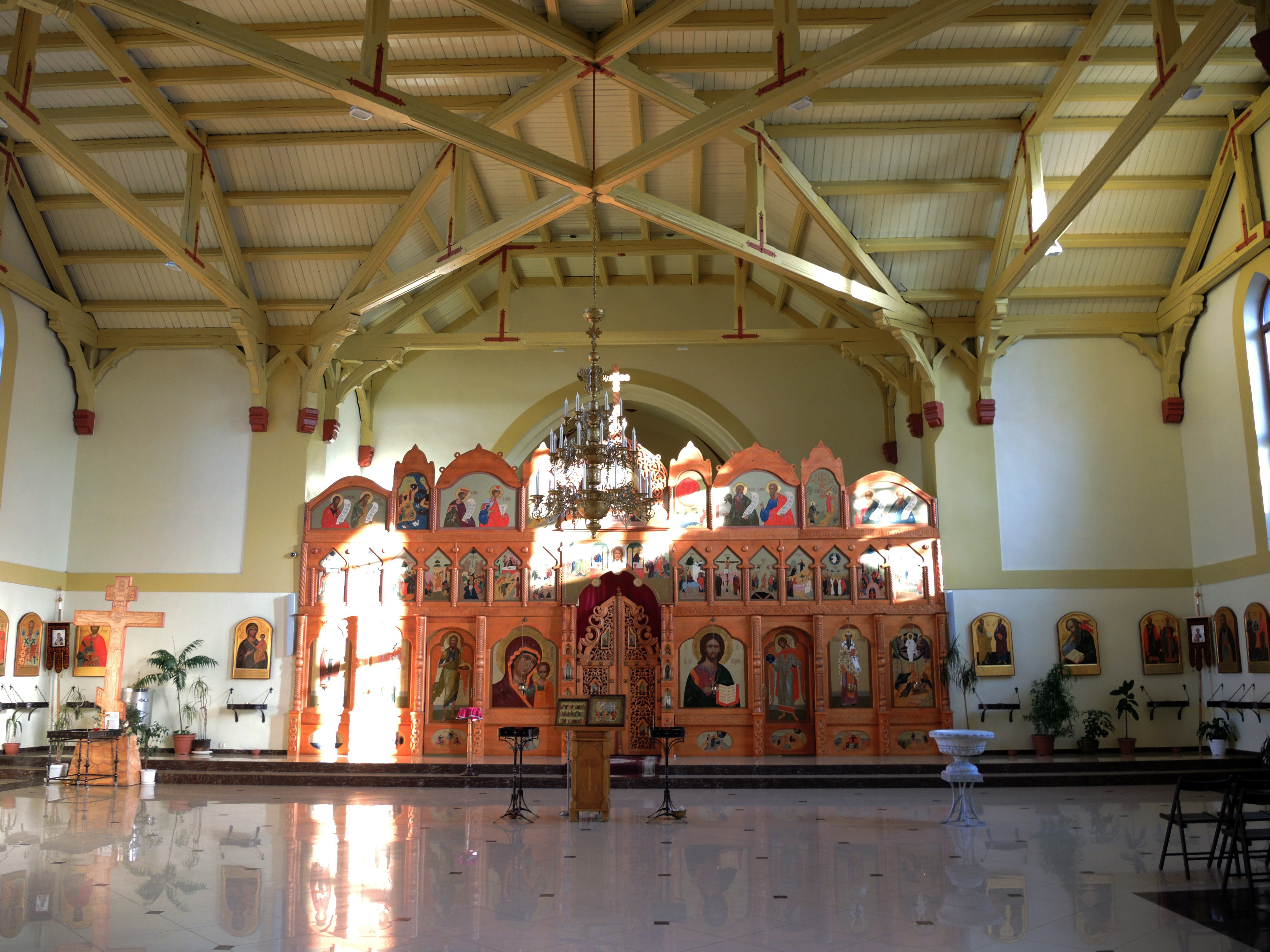
Интерьер храма

## История
До второй половины XIX столетия поселение Кранцкурен находилось в подчинении Рудау (современное название — пос. Мельниково), где находилась ближайшая орденская кирха. В 1855 году в Кранце был построен и освящён молитвенный дом. Он был выполнен в фахверковом стиле и имел высоко расположенные окна. В 1877 году в Кранце была образована собственная церковная община. Спустя 5 лет была приобретена земля под строительство, однако началось оно только в 1896 году, когда было заложено основание кирхи святого Адальберта. В 1897 году строительство завершилось, и 5 ноября кирха была торжественно освящена. Рядом с ней был также сооружён дом пастора.
В кирхе располагался орган, построенный мастером Максом Терлецки, а на башне были установлены три больших колокола. Во время Первой мировой войны колокола были переплавлены для нужд фронта, но позже восстановлены на пожертвования прихожан и обер-президента Восточной Пруссии Адольфа фон Батоцки. На его же средства была установлена кафедра и цветные витражи за алтарём. В ходе Второй мировой войны здание не пострадало, однако после неё утратило своё культовое значение, используясь в качестве спортзала и складского помещения.
В 1994 году кирха была передана Русской православной церкви. 23 марта 2007 года сооружению был присвоен статус объекта культурного наследия регионального значения; дом пастора получил статус объекта культурного наследия местного значения. В том же году здание бывшей кирхи было освящено митрополитом Смоленским и Калининградским Кириллом как православный храм Преображения Господня. Современное название — Спасо-Преображенский собор.